# Tigernmas
Tigernmas (irl. Tighearnmas) – legendarny zwierzchni król Irlandii z dynastii Milezjan (linia Eremona) w latach 939-916 p.n.e. Syn Follacha, syna Eithriala, zwierzchniego króla Irlandii. Jego imię znaczy w języku staroirlandzkim: „Pan Śmierci“ lub „Piękny Pan“.
Według średniowiecznej irlandzkiej legendy i historycznej tradycji Tigernmas został zwierzchnim królem irlandzkim po pokonaniu i zabiciu Conmaela w bitwie pod Aenach Macha. W drugim roku panowania doszło do pojawienia się dziewięciu jezior i trzech czarnych rzek. W ciągu swych rządów stoczył trzydzieści dwie bitwy. Walczył m.in. przeciw potomkom Emera Finna, niemal zupełnie niszcząc linię Emera. Podobno za jego panowania doszło do pierwszego wytopu złota w Foithre Airthir Liffe, przez mistrza Uchadana z Feara Cualann. Puchary i broszki były pokrywane ze złota i srebra. Ubrania zaś zaczęto farbować na kolor purpury, niebieski oraz zielony.  Roczniki Czterech Mistrzów podały, że panował siedemdziesiąt siedem lat. Pod koniec rządów Tigernmas wraz z większością mieszkańców Irlandii (trzy czwarte) zmarł w Magh Slecht (na terenie Breifne), podczas oddawania czci Crom Cruachowi, głównemu bóstwu Irlandii. To zdarzyło się dokładnie w noc Samhain. Od jego imienia nadano nazwę tutejszej równinie. Pozostawił po sobie syna Enbotha, dziadka Fiachy I Labrainne, przyszłego zwierzchniego króla. Po śmierci Tigernmasa doszło w kraju do siedmioletniego bezkrólewia. Po tym czasie zwierzchnią władzę objął Eochaid I Edgadach, potomek Lugaida, syna Ítha, stryja Mileda.